# Manu Sareen
Manu Sareen, né le 16 mai 1967 en Inde, est un homme politique danois, membre du Parti social-libéral (RV).

## Biographie
Sa famille et lui émigrent d'Inde au Danemark pendant les années 1970.
Engagé au sein du Parti social-libéral, il est membre du conseil municipal de Copenhague de 2002 à 2011, et il préside le groupe du parti à partir de 2006.
Il est candidat aux élections législatives de 2005 et de 2007 où il ne parvient pas à remporter de siège, mais devient le premier suppléant pour Lone Dybkjær,. À ce titre, il siège au Folketing comme député par intérim entre janvier et avril 2011.
Il est élu député de plein exercice lors des élections législatives du 15 septembre 2011. Le 3 octobre, il devient ministre de l'Égalité des chances, des Affaires ecclésiastiques et de la Coopération nordique dans le gouvernement formé par la sociale-démocrate Helle Thorning-Schmidt après le scrutin.
Le 3 février 2014, il devient ministre de l'Enfance, de l'Égalité des chances, de l'Intégration et des Affaires sociales dans le nouveau gouvernement de Helle Thorning-Schmidt, formé après le départ du Parti populaire socialiste de la coalition.
Il échoue à être réélu pour un second mandat au Folketing lors des élections législatives de juin 2015 à l'issue desquelles le Parti social-libéral perd plus de la moitié de ses sièges et retourne dans l'opposition.
En avril 2016, il annonce son départ du Parti social-libéral pour rejoindre L'Alternative. En octobre, il est investi candidat du parti aux élections législatives.
Il annonce quitter L'Alternative et la politique en août 2018 pour se lancer dans une carrière médiatique. En janvier 2019, il devient animateur radio sur la chaîne DR P1.
En mars 2021, il annonce un nouveau retour en politique, cette fois-ci comme social-démocrate, en se présentant aux élections municipales de novembre à Frederiksberg. Il échoue toutefois à être élu au conseil municipal lors du scrutin du 16 novembre. En juin 2022, il annonce une nouvelle fois son retrait de la vie politique, et quitte les sociaux-démocrates.